# Bellavista (Tarragona)
Bellavista es una entidad de población perteneciente al municipio de Nulles en Cataluña, España. Perteneciente a la provincia de Tarragona, en la comarca del Alto Campo. 

## Situación
El pueblo está situado a 2,3 kilómetros al noroeste del núcleo urbano de Nulles, en la carretera que une a esta localidad con la de Valls, a unos 235 metros de altitud.

## Población
Cuenta con 24 habitantes, y la mayoría de las casas son utilizadas como segunda residencia, destacando una de ellas que dispone de unos contrafuertes, que la hacen aparentar ser una fortificación.

## Historia
El año 1553 contaba con 4 fuegos y era dependiente de la baronía de Vallmoll, aunque contaba con su propio señor. En el año 1632, el municipio pasó a pertenecer a los condes de Savallà por matrimonio y en el 1763 a los condes de Peralada; Por lo menos desde el año 1669, formó parte activa de la Comuna del Campo, (grupo de doce municipios dependientes del Arzobispado de Tarragona).
En el año 1960 tenía 34 habitantes y en 1970 7 habitantes. En el torrente de Bellavista, se ubicaron las dependencias del Orden de los Hospitalarios de San Juan de Dios, llamadas "Huerto de los Frailes" o "El hospitalet".  

## Lugares de interés
- Capilla de la Santa Creu, pequeña edificación dotada de campanario de espadaña con una puerta dovelada.

## Fiestas y Tradiciones
Fiesta Mayor de Bellavista, que se celebra el 2 de agosto. 